# 維什內韋 (舊比利斯克區)
49°14′38″N 39°5′30″E / 49.24389°N 39.09167°E
維什內韋（羅馬化：Vyshneve）是位於烏克蘭東部的村莊，由盧甘斯克州舊比利斯克區的奇米里夫卡市鎮負責管轄。該村始建於1965年，面積0.76平方公里，海拔高度131米，2001年人口687，人口密度每平方公里902.8人。